# 툰 디즈니
툰 디즈니(영어: Toon Disney)는 월트 디즈니 컴퍼니가 운영하고 있던 애니메이션 전문 채널이다. 2009년 2월 13일에 툰 디즈니에서 디즈니 XD으로 재개국을 하였다.  